# Qiandongnan
Det autonome præfektur Qiandongnan for miao- og dongfolkene (黔東南苗族侗族自治州 Qiandongnan Miaozu Dongzu zizhizhou) ligger i den kinesiske provins Guizhou. Qiandongnan har et areal på 30.339 km² og ca. 4.347.800 indbyggere.

## Administrative enheder
Det består af et byamt og 15 amter:
- Byamtet Kaili (凱里市), 1.306 km², 450.000 indbyggere;
- Amtet Huangping (黄平县), 1.668 km², 350.000 indbyggere;
- Amtet Shibing (施秉县), 1.544 km², 150.000 indbyggere;
- Amtet Sansui (三穗县), 1.036 km², 200.000 indbyggere;
- Amtet Zhenyuan (镇远县), 1.878 km², 250.000 indbyggere;
- Amtet Cengong (岑巩县), 1.487 km², 220.000 indbyggere;
- Amtet Tianzhu (天柱县), 2.201 km², 390.000 indbyggere;
- Amtet Jinping (锦屏县), 1.597 km², 220.000 indbyggere;
- Amtet Jianhe (剑河县), 2.165 km², 240.000 indbyggere;
- Amtet Taijiang (台江县), 1.078 km², 140.000 indbyggere;
- Amtet Liping (黎平县), 4.439 km², 490.000 indbyggere;
- Amtet Rongjiang (榕江县), 3.316 km², 320.000 indbyggere;
- Amtet Congjiang (从江县), 3.245 km², 320.000 indbyggere;
- Amtet Leishan (雷山县), 1.218 km², 150.000 indbyggere;
- Amtet Majiang (麻江县), 1.222 km², 200.000 indbyggere;
- Amtet Danzhai (丹寨县), 938 m², 160.000 indbyggere.

## Etnisk sammensætning
| Folkegruppe       | Antal     | Andel  |
| ----------------- | --------- | ------ |
| Miao              | 1.594.939 | 41,48% |
| Dong              | 1.207.197 | 31,4%  |
| Han               | 742.109   | 19,3%  |
| Sui               | 62.492    | 1,63%  |
| Bouyei            | 40.148    | 1,04%  |
| Tujia             | 39.512    | 1,03%  |
| She               | 37.315    | 0,97%  |
| ukendt/udefineret | 32.109    | 0,84%  |
| Mulam             | 25.286    | 0,66%  |
| Zhuang            | 25.257    | 0,66%  |
| Yao               | 24.753    | 0,64%  |
| Yi                | 5.707     | 0,15%  |
| Hui               | 2.389     | 0,06%  |
| Gelao             | 1.958     | 0,05%  |
| Andre             | 3.526     | 0,09%  |

## Eksterne kilder og henvisninger
- National Geographic artikel om Dongfolk i Dimen, Liping Amt Arkiveret 15. april 2008 hos  Wayback Machine, af Amy Tan (2008)

26°35′N 107°59′Ø / 26.583°N 107.983°Ø